# George Samson
George McKenzie Samson (Carnoustie, 7 gennaio 1889 – SS Strombous, 28 febbraio 1923) è stato un militare britannico, che durante la prima guerra mondiale fu decorato con la Victoria Cross a vivente. Il governo francese lo decorò con la Médaille militaire.

## Biografia

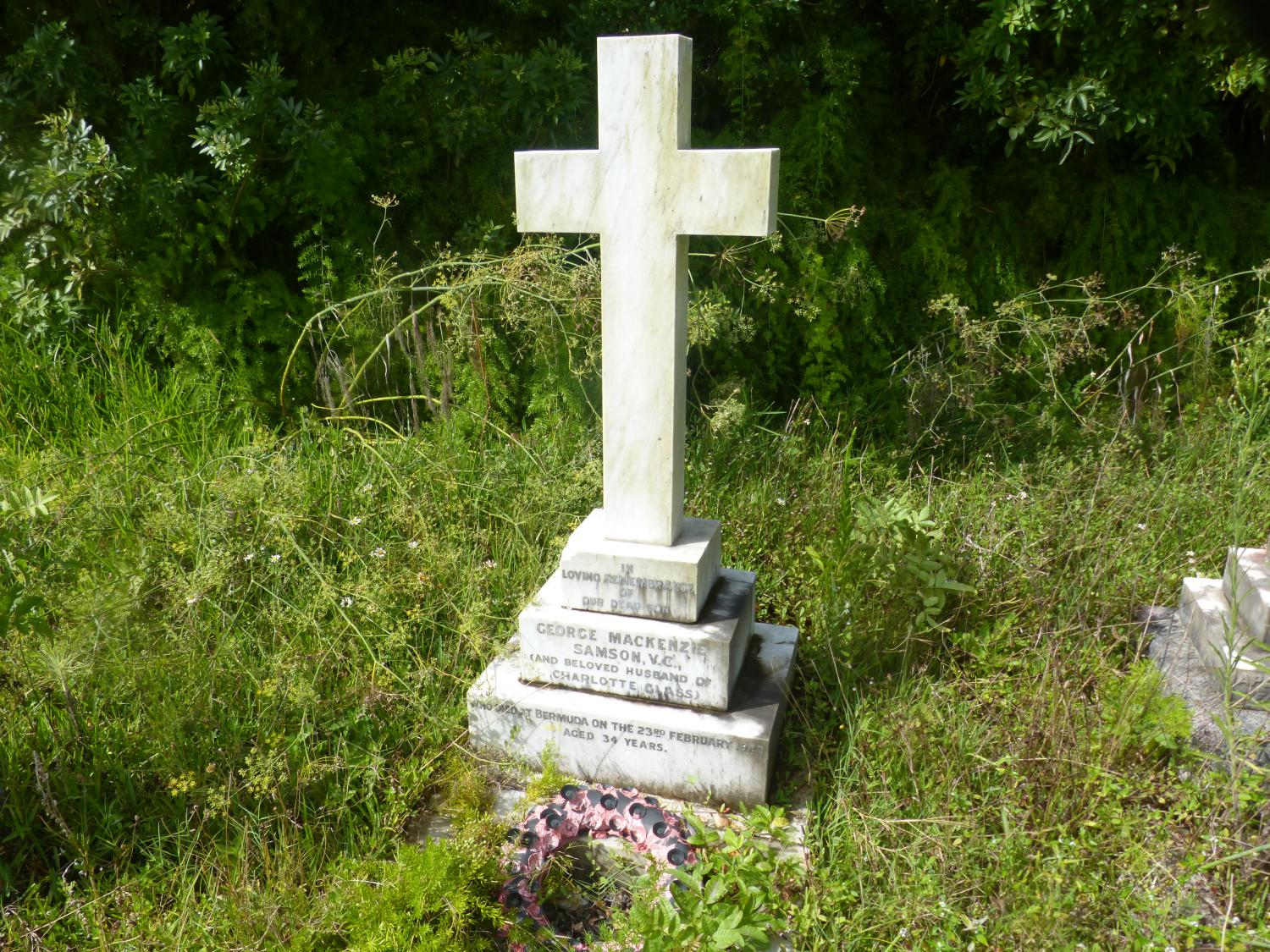
La tomba di George MacKenzie Samson a Bermuda.

Nacque il 7 gennaio 1889 a Carnoustie, Forfarshire, secondo dei nove figli di David e Helen Lawson.  Dopo aver lasciato la scuola, dove ebbe per compagno Charles Jarvis, lavorò nella fattoria di suo zio vicino ad Arbroath conducendo un carretto che trasportava latte per sette mesi. Cercò di imbarcarsi come mozzo su una goletta a vela ottenendo un rifiuto perché considerato troppo giovane. All'età di 17 anni fu assunto da un commerciante del Forfarshire per portare 30 tori a Buenos Aires, in Argentina. Completato il contratto, lavorò come cowboy in un ranch per un anno. Ritornato in Gran Bretagna si arruolò nel British Army, prestando servizio nei King's Own Scottish Borderers per un anno. Posto in congedo andò a Dundee per lavorare nel settore della caccia alle balene al largo delle coste della Groenlandia, dopo di che navigò e viaggiò molto. Circa nel 1910, mentre prestava servizio nella marina mercantile, entrò a far parte della Royal Naval Reserve.
Nel 1912 andò da Leith al porto turco di Smirne, dove lavorò per sei mesi in una fabbrica di gas, iniziando poi a lavorare come macchinista sulle locomotive delle ferrovie turche.
Allo scoppio della Grande Guerra lasciò il lavoro in Turchia e raggiunse Port Said, dove tentò di arruolarsi nella Royal Navy senza successo. Raggiunta Malta fu accettato nella marina militare ed imbarcato sulla cannoniera-torpediniera Hussar, al comando dei capitano Edward Unwin. La Hussar fu inviata dalla Mediterranean Fleet a pattugliare l'ingresso dello stretto dei Dardanelli e vigilare contro qualsiasi tentativo di uscita da parte degli ex incrociatori tedeschi Goeben e Breslau.
Nel 1915 partecipò alla campagna di Gallipoli, e il 25 aprile di quell'anno prese parte allo sbarco a Capo Helles presso la spiaggia V imbarcato a bordo della nave carboniera SS River Clyde per l'occasione al comando del capitano Unwin. Sulla SS River Clyde si trovavano imbarcati 2.000 soldati. L'inizio dello sbarco delle truppe avvenne alle 6:00, e subito i turchi iniziarono un violento fuoco di contrasto che causo moltissime vittime tra le truppe britanniche. Egli, insieme a tre uomini George Leslie Drewry, Wilfred St. Aubyn Malleson e William Charles Williams  coadiuvarono il comandante Unwin per mettere in sicurezza le chiatte da sbarco. Egli rimase a bordo della nave tutto il giorno sotto un fuoco molto pesante, assistendo i feriti e dando tutta l'assistenza possibile agli ufficiali che stavano trasferendo le truppe da sbarco da una posizione all'altra. Alla fine fu gravemente ferito dal fuoco di una mitragliatrice Maxim. Colpito da 17 proiettili, i chirurghi disperavano di poterlo salvare. Imbarcato su una nave ospedale fu trasferito a Port Said,  in Egitto, dove rimase in convalescenza fino al mese di ottobre, quando fu riportato in Gran Bretagna. Dopo quattro giorni presso l'ospedale navale di Haslar, fu dichiarato idoneo a tornare a Carnoustie, anche se i chirurghi erano riusciti a estrarre solo quattro dei diciassette proiettili dal suo corpo. Insignito della Victoria Cross, l'onorificenza gli fu conferita da re Giorgio V durante una apposita cerimonia tenutasi a Buckingham Palace il 5 ottobre. Successivamente promosso a sottufficiale capo, fu ospite alle celebrazioni del 110º anniversario della vittoria di Lord Nelson a Trafalgar.
Un giorno, mentre era senza dall'uniforme e passeggiava per la città, gli fu consegnata una penna bianca, segno di codardia per non essere al fronte secondo la tradizione inglese. Il 31 dicembre sposò la signorina Charlotte Glass, figlia di un contadino, presso Huntly Arms Hotel di Amboyne, da cui ebbe due figli e una figlia. Le sue ferite, tuttavia, continuarono a causargli gravi problemi e nel giugno 1916 gli fu concesso un anno di congedo per malattia. Tornò ad Aboyne ma la sua salute non migliorò e fu ufficialmente congedato dalla marina militare ricoprendo un incarico governativo ad Aberdeen. Mentre era sulla lista dei malati a Invergordon, gli fu consegnata la Médaille militaire concessagli dal governo francese, in riconoscimento delle sue azioni a Capo Helles. Nonostante le dolorose ferite, tentò invano di arruolarsi nel British Army per il servizio nella Russia settentrionale nella primavera del 1919, arrivando in un ufficio di reclutamento a Dundee in alta uniforme con i suoi nastri della Victoria Cross e della Médaille militaire esposti, ma la cosa venne rifiutata.
Tornò a Carnoustie per un certo periodo, vivendo in casa dei genitori. Si imbarcò sulla nuova petroliera Dosinia, ma dopo un anno di imbarco si ammalò di polmonite bilaterale e fu trasferito a bordo della SS Strombus per tornare a casa. L'aggravarsi delle sue condizioni ne consigliò lo sbarco alla Bermuda, ma morì a bordo della nave il 23 gennaio 1923. La salma venne tumulata nel cimitero militare di Saint George, vicino a Secretary Lane a St. George, Bermuda.
La sua Victoria Cross è esposta nella Lord Ashcroft Gallery dell'Imperial War Museum di Londra.

### Fonti
1. ↑  VC & GC Association.
2. 1 2 3 4 5 6 7 8 9 10 11 12 13 14 15 16 17 18 19 20 21 22 23 24 25 26 27  Victoria Cross Online.
3. 1 2 3 4 5 6  Dundee Archive.
4. ↑  Haythornthwaithe 1991, p. 40.
5. ↑  Victoria Cross.
6. ↑  Haythornthwaithe 1991, pp. 44-45.
7. 1 2  (EN) The London Gazette (PDF), n. 29264, 13 August 1915.
8. ↑  Glanfield 2005, pp. 110-112.